# ラチェ＝フラム
ラチェ＝フラム（Rače-Fram, ドイツ語：Kranichsfeld-Frauheim）は、スロベニアの市である。